# На пет стъпки от теб
„На пет стъпки от теб“ (на английски: Five Feet Apart) е американски романтичен филм от 2019 година, с режисьор Джъстин Балдони. Главните роли във филма се изпълняват от Хейли Лу Ричардсън и Коул Спраус.

## Сюжет
Внимание:  Текстът по-долу разкрива сюжета на произведението (или части от него)!
Стела Грант (Хейли лу Ричърдсън) е като всяко 17 годишно момиче – тя е залепена за лаптопа си и обича приятелките си. Но за разлика от обикновените тийнейджъри, тя прекарва много от времето си в болница, тъй като е болна от муковисцидоза. Животът ѝ е пълен с рутини, ограничения и самоконтрол, но всичко това е поставено на тест като се запознава с невероятно очарователния Уил Нюман (Коул Спраус), също болен от муковисцидоза. Привличането помежду им е мигновено, въпреки че трябва да спазват 6 стъпки безопасна дистанция. Със засилването на връзката им расте и изкушението да хвърлят всички правила през прозореца и да се отдадат на привличането.

## Герои
| Герой       | Актьор             |
| ----------- | ------------------ |
| Стела Грант | Хейли лу Ричърдсън |
| Уил Нюман   | Коул Спраус        |
| Поу         | Мойсес Ариас       |
| Барб        | Кимбърли Хебърт    |
| Д-р Хадид   | Парминдер Награ    |
| Джули       | Емили Балдони      |
| Аби         | София Бернард      |

## Отзиви

### Кино
Филмът получава 45,7 млн. долара приходи от САЩ и Канада, допълнително още 34,4 млн. от останалата част на света, което прави общо 80,1 млн. срещу бюджет на продукцията 7 млн. долара.

### Мнение на критици
В Rotten Tomatoes филмът получава 54% рейтинг от 112 рецензии. Общото мнение в сайта за филма е „Повдигнато ниво на филма от играта на Хейли лу Ричърдсън, но свалено от клишета.“ В Metacritic получава 53 от 100 рейтинг, въз основа на 26 критици, което индикира „смесени или посредствени рецензии“. В CinemaScore получава оценка „А“ по скалата от А+ до F.